# Gefährliche Freundin
Gefährliche Freundin (Originaltitel: Something Wild) ist eine US-amerikanische Krimikomödie aus dem Jahr 1986. Der Regisseur war Jonathan Demme, das Drehbuch schrieb E. Max Frye. Die Hauptrollen spielten Jeff Daniels und Melanie Griffith.

## Handlung
Der eher spießige Finanzfachmann Charles Driggs lernt während der Mittagspause in einem New Yorker Schnellimbiss die geheimnisvolle Femme fatale Lulu kennen. Sie lädt ihn ein, mit ihm mitzufahren. In einem Motel gehen sie ins Bett. Lulu fesselt Charles dabei mit Handschellen ans Bett, entnimmt seiner Visitenkarte die Telefonnummer seines Unternehmens und ruft seinen Chef an. Charles muss mit seinem Chef sprechen, während Lulu ihn verführt.
Am nächsten Tag fahren beide in Lulus Heimatstadt, er trägt immer noch die Handschellen an einem Handgelenk. Unterwegs bringt Lulu ihn dazu, aus einem Restaurant zu flüchten, ohne die Rechnung zu bezahlen, da dort keine Kreditkarten akzeptiert werden. Am Ziel erfährt Charles, dass Lulu eigentlich Audrey heißt. Sie stellt Charles ihrer Mutter als ihren Ehemann vor.
Später besuchen Audrey und Charles ein Klassentreffen in ihrer früheren Schule. Dort erfindet Audrey sogar zwei Kinder. Allerdings treffen beide auf dem Fest einen Kollegen von Charles. Plötzlich taucht Ray Sinclair auf, es handelt sich um Audreys Mann, der wegen mehrerer Straftaten im Gefängnis war, aber eher als erwartet freikam. Dieser erzählt Audrey, dass Charles keineswegs Junggeselle sei. Vielmehr habe seine Frau ihn wegen seines anderen verlassen.
Ray verlangt von Audrey, dass sie mit ihm gehe. Um Charles zu demütigen, lädt er ihn ein, mit ihnen gemeinsam wegzufahren. Unterwegs überfällt er eine Tankstelle. Doch schließlich gelingt es Charles in einem Lokal Audrey von ihrem brutalen Mann zu befreien, sie fliehen in Charles leerstehendes Haus.
Über die Telefonauskunft erfährt Ray allerdings Charles’ Adresse und fährt dorthin. Er schlägt ihn nieder und schließt ihn mit Handschellen an das Abschlussrohr der Küchenspüle an. Doch Charles reißt das Rohr aus seiner Verankerung. Er stürzt sich von hinten auf Ray und würgt ihn mit der Kette der Handschellen. Ray aber kann sich befreien und zückt ein Messer. Als er auf Charles einstechen will, schlägt Audrey ihm das Messer mit einem Golfschläger aus der Hand. Charles bekommt es zu fassen, Ray läuft in das Messer. Die nächste Szene zeigt, wie die Polizei Rays Leiche abtransportiert, Audrey wird als Ehefrau des Getöteten zur Befragung mitgenommen.
Charles kündigt seine bisherige Arbeitsstelle. Er hat keine aktuelle Adresse von Audrey und so bleibt seine Suche nach ihr zunächst erfolglos. Eines Tages geht er in das Schnellrestaurant, vor dem sie ihn bei der ersten Begegnung ansprach. Als er es verlässt, trifft er sie auf der Straße, sie hat offenkundig auf ihn gewartet. Sie ist elegant angezogen, trägt ein Kleid und einen Hut. Sie steigen gemeinsam in ihr Auto und fahren weg.

## Kritiken
Cinema beschreibt den Film als „Roadmoviespaß“, der „nur so vor schrägen und originellen Einfällen“ sprudle. Im letzten Drittel werde er dann zu einem „packenden Thriller“. Cinemas Fazit lautete: „Ein rasanter Trip mit Witz und Biss.“
Prisma bezeichnete den Film als „brillant“ und als „hervorragende Unterhaltung“, bemängelte jedoch die Abnahme des Tempos zum Ende des Films.

## Auszeichnungen
Melanie Griffith (beste Hauptdarstellerin), Jeff Daniels  (bester Hauptdarsteller) und Ray Liotta  (bester Nebendarsteller) wurden 1987 für den Golden Globe Award nominiert. E. Max Frye gewann für das Drehbuch den Edgar Allan Poe Award. Ray Liotta erhielt für seine Darbietung den Boston Society of Film Critics Award (bester Nebendarsteller). Der Film wurde mit dem Artios Award der Casting Society of America ausgezeichnet.